# Camden Society
La Camden Society, nombrada así en honor del historiador inglés del siglo XVI William Camden, fue una sociedad cultural fundada en Londres en 1838 con el objetivo de recopilar y publicar documentos históricos y literarios de Gran Bretaña.
El número de miembros fue originalmente de 500, alcanzando los 1.250 en 1845 y descendiendo posteriormente. Por una suscripción anual (inicialmente £1) los miembros de la sociedad recibían las publicaciones de ésta, aproximadamente dos volúmenes al año, llegando a totalizar 325 obras en toda su historia.
Debido a problemas financieros, en 1896 se fusionó con la Royal Historical Society.

## Enlaces
- Lista de publicaciones de la Camden Society

- Datos: Q5025817
- Multimedia: Camden Society / Q5025817